# Anna La Rosa
Anna La Rosa (Gerace, 1º giugno 1955) è una giornalista e conduttrice televisiva italiana.

## Biografia

### Attività giornalistica
Dopo una esperienza di sei anni all'agenzia Adnkronos come cronista parlamentare, nel 1991 entra a far parte della redazione politica del TG2.
Ha ricoperto poi il ruolo di responsabile dell'ufficio stampa del Ministero del Lavoro e del Ministero dei Beni Culturali.
Nel 1994 inizia ad occuparsi di informazione medico-scientifica e sanitaria. In questo ambito collabora con la rivista scientifica statunitense CellR4 e viene nominata nel 2010 responsabile dell’informazione della “Cure Focus Research Alliance”. 
Nel 1995 diviene caporedattore, viene chiamata ad assistere il direttore di Rai 2 e viene nominata responsabile della struttura "Società, Informazione, e Speciali" della seconda rete Rai. In quel periodo realizza una serie di programmi innovativi, tra cui si ricordano:
- Tvzone – raccolta differenziata, programma sul mondo della televisione
- Mio capitano programma di musica e approfondimento del costume giovanile, realizzato al Piper di Roma;
- Napoli capitale, programma di informazione ed intrattenimento condotto da Gianfranco Funari, in diretta dalla sede RAI di Napoli;
- Uomini, con Antonella Boralevi;
- Storie, con Gianni Minà;
- Go-Cart, programma interattivo per bambini[4].

Nel 1995 realizza un rotocalco televisivo di politica parlamentare italiano, TeleCamere, di è autrice e conduttrice; nel 1997 gli si affianca lo spin-off TeleCamere Salute, che viene proposto nel palinsesto estivo fino al 2015. Collegati a tale trasmissione vi sono una serie di speciali, tra cui TeleCamere Europa e TeleCamere Giubileo, costituito da nove reportage, trasmessi in occasione del Giubileo del 2000.
Dall'ottobre 1998 si occupa del palinsesto notturno della RAI, ricoprendo l’incarico di vice-direttore di Rai Notte. 
Il 6 maggio 2002 perviene alla direzione della Testata Servizi Parlamentari e, in qualità di responsabile dei servizi, è stata ascoltata più volte in audizioni ufficiali dalla Commissione Parlamentare di vigilanza.
Il 3 settembre 2006 lascia la direzione della Testata Servizi Parlamentari della RAI a Clemente Mimun.
L'esperienza di TeleCamere si conclude il 25 luglio 2014, quando il direttore di Rai 3 Andrea Vianello comunica la sospensione del programma dal nuovo palinsesto della rete.
Nel 2003 il Pubblico Ministero di Potenza Woodcock nell'ambito di una maxi-inchiesta, ha chiesto il rinvio a giudizio di Anna La Rosa, accusandola di aver ricevuto regali di valore per favorire un imprenditore del settore sanità e da un gruppo finanziario che voleva acquistare i crediti del concordato preventivo Federconsorzi verso lo Stato. Il gip ha respinto la richiesta perché si è dichiarato territorialmente non competente.
A fine novembre 2006 l'Ordine dei giornalisti del Lazio ha sospeso Anna La Rosa dall'Ordine per 4 mesi, in connessione ai fatti contestati dal pm Woodcock. Gli atti sono successivamente stati trasmessi al competente tribunale di Roma che ha archiviato l’inchiesta in quanto il fatto non sussiste.
Nel 2017 partecipa come concorrente alla dodicesima edizione del talent show Ballando con le stelle.
Nel 2019 rievoca il suo trasferimento da Gerace a Roma, all’età di 7 anni, per il libro di Francesco Maria Spanò dal titolo Gerace Città Magno – Greca delle Cento Chiese. Storie e Immagini rivissute.

### Attività accademica
È docente di Giornalismo politico all'Università di Tor Vergata e di Giornalismo televisivo alla Luiss.
Si occupa anche di problemi pedagogici sul tema della prima infanzia, in relazione alla fruizione del linguaggio televisivo.

## Premi e riconoscimenti
- È stata la vincitrice del premio Bellisario, destinato alle donne in carriera.[18]
- Nel 2012 ha vinto il Premio Nazionale Alghero Donna di Letteratura e Giornalismo, sezione giornalismo.